# Instituto Casa da Glória
A Casa da Glória é onde está localizado o Centro de Geologia Eschwege, que é propriedade do Instituto de GeoCiências da Universidade Federal de Minas Gerais. 

## História
Foi construída no século XVI por Dona Josefa Maria da Glória, com o objetivo de demonstrar sua riqueza construindo várias janelas na casa. Após a morte de seu marido, Josefa doou a casa para  o Bispo Dom João Antônio dos Santos que cedeu o local para as Irmãs Vicentinas de Paula, assim fazendo o voto de Clausura no local.
No início do século XIX o Coronel Rodrigues de Freitas comprou e transformou a casa da frente em um prostíbulo. As freiras discordavam do que acontecia do outro lado da rua e resolveram juntar um dinheiro para poder comprar o prostíbulo, assim transformando em mais uma expansão de suas casas. Porém, como haviam feito o voto de Clausura, elas não podia sair de sua casa e ir para a outra, então construíram a passarela de travessia inspirada no último suspiro de Veneza (Itália). 
Por volta de 1867, com a finalidade de abrigar religiosas da ordem de São Vicente de Paulo, ocorrem algumas mudanças na Casa, que passa a ser conhecida como Orfanato, e posteriormente como Educandário Feminino de Nossa Senhora das Dores. 
Posteriormente, as religiosas adquiriram o edifício do outro lado da rua, e, para unir as duas casas, construíram o famoso Passadiço de Diamantina.
Em 1969, pesquisadores alemães compraram a casa e a transformaram no Instituto Eschwege, que foi incorporada em 1979 pela UFMG, com o apoio do Ministério da Educação e da Cultura. 
Desde de sua criação o Centro de Geologia Eschwege ministra cursos na área de geologia, assim como oferece sua infraestrutura para grupos de pesquisadores e grupos em atividades didáticas ou de pesquisa na Serra do Espinhaço. 